# Cyrus Macmillan
Pour les articles homonymes, voir Macmillan.
Cyrus John Macmillan (12 septembre 1882-29 juin 1953) est un homme politique canadien de l'Île-du-Prince-Édouard. Il est député fédéral libéral de la circonscription prince-édouardienne de Queen's de 1940 à 1945. Il est ministre dans le cabinet du premier ministre Mackenzie King.

## Biographie
Né à Wood Islands sur l'Île-du-Prince-Édouard, Macmillan étudie à l'Université McGill de Montréal et obtient un Bachelor of Arts en 1900 et un Master of Arts en 1903. En 1908, il termine un Ph.D. de l'Université Harvard et est ensuite engagé comme chargé de cours à l'Université McGill. Durant la Première Guerre mondiale, il sert de capitaine dans le 7e batterie de siège canadienne et comme major commandant de la 6e batterie. Après la guerre, il devient professeur associé et en 1923, il est nommé président du département d'Anglais. Il est doyen de la faculté des Arts et Sciences de 1940 à 1947.
En juin 1930, il entre au cabinet de Mackenzie King au poste de ministre des Pêches. Cependant, il est défait lors de l'élection de 1930 dans la circonscription de Queen's. Parvenant à se faire élire en 1940, il est défait en 1945. De 1943 à 1945, il est assistant parlementaire du ministre de la Défense nationale pour l'air.
Il est l'auteur de McGill and Its Story, 1821-1921 (1921), Canadian Wonder Tales (1918) et Canadian Fairy Tales (1922).